# Salina de Slănic
La Salina de Slănic és una explotació de mineria de sal situada a l'estació de Slănic, comtat de Prahova, Muntènia, Romania.

## Elements de geologia
El massís salí fa 5–6 km de llarg, uns 2–3 km d'amplada i es pot explotar durant diversos milers d'anys. La sal es presenta en forma de cristalls ben desenvolupats, que formen una massa granulosa compacta, en la qual els grans cristalls es divideixen en la massa de petits cristalls. Les superfícies de contacte entre els cristalls tenen una forma irregular, la qual cosa augmenta molt la cohesió i l'adhesió.

## Històric

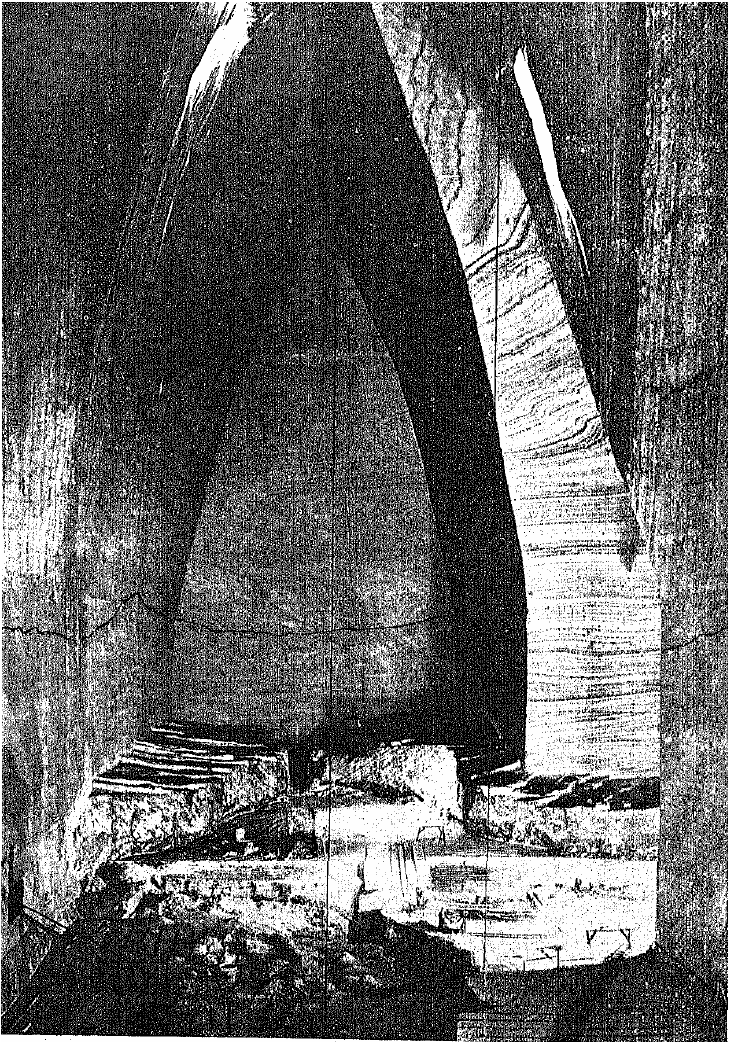
Mina "Carol I" de Slănic després de l'explotació, amb una alçada de 96 m.

Els inicis de la mina de sal es remunten cap a l'any 1686, quan Mihail Cantacuzino es va adonar que hi havia un jaciment de sal a la zona i per això, amb ganes d'obrir una mina, va comprar la finca de Slănic. Del document que registra la transacció, es desprèn que abans de 1685 hi havia mines antigues, de poca profunditat, a 5 km a l'est de Teișani. La sal de Valàquia s'extreia de tres mines de sal: Ocna Mare a Vâlcea, Telega a Prahova i Slănic a Săcuieni.
El 1688, la primera mina va ser oberta a Valea Verde, i entre 1689 i 1691, les mines de Baia Baciului van ser obertes per Mihail Cantacuzino. El 1713, el respatller donà tant la seva finca de Slănic com les mines de sal al monestir de Colțea a Bucarest.
Entre 1601 i 1700, la sal de la zona va ser explotada a Baia Verde, Dorobănțești i Baia Baciului, pel mètode d'explotació "campana", en què l'accés es feia a través de dos compartiments: un vertical que servia per treure la sal, i l'altra obliqua a l'entrada i sortida de l'ocna.
Des del segle XIX es posen en funcionament “Ocna din Vale” (diàmetre 75 m, alçada 145 m) i “Ocna din Deal” (diàmetre 68 m, alçada 90 m), amb 4 pous cadascuna. Entre 1865 i 1875 es va suspendre l'activitat de les mines, es va iniciar l'explotació de la mina "Sistemàtica", i després de 1875 l'activitat es va reprendre només a "Ocna din Vale". Les dues mines estaven unides per una galeria inclinada.
L'any 1852, el governant Barbu Știrbei, amb motiu d'una reunió que va mantenir a Sibiu amb l'emperador Francesc Josep d'Àustria, li va demanar un enginyer especialitzat en explotacions mineres, per tal de modernitzar les mines de sal de Muntènia. A partir d'un concurs celebrat el mateix any entre enginyers austrohongaresos, es va recomanar l'enginyer Carol Karacsony, cap de la mina de sal d'Ocna Dej. Després de nombrosos estudis i prospeccions geològiques, va proposar al Ministeri de Finances abandonar el mètode de funcionament amb cambres punxegudes i utilitzar el mètode de les cambres trapezoïdals, utilitzat per primera vegada a la mina de sal de Wieliczka a Polònia.
Es va escollir la ubicació de la futura mina al vessant occidental de Slănic i es va obrir l'any 1860 amb el nom de "Sistemàtica", amb dos pous d'extracció, un sol crivac, un pou amb escales per al personal i dues sales principals en forma de "T" anomenada "St. Alexandre i St. Carol”, amb una obertura al sostre de 6 vergonyes (uns 13 m). A partir del projecte s'havien d'obrir dues sales més. L'activitat de la mina es va suspendre l'any 1875 perquè la qualitat de la sal era inferior i hi havia perill d'esfondrament.
L'any 1867 l'enginyer Karacsony va proposar l'obertura d'una nova mina amb perfil ogival d'"Ocna din Deal" i "Ocna din Vale", i el 1867 es va obrir la mina "Carol I" coneguda com a "Mina noua din deal". La mina consta de 4 habitacions amb una obertura al sostre de 4 m i una sola de 40–50 m (excepte la sala 4 que només fa 40 m) d'alçada fins al sostre d'uns 96 m i les següents longituds: Sala 1 – 95 m, Sala 2 – 196 m, Sala 3 – 197 m i Sala 4 – 27 m. L'extracció va ser difícil, per la qual cosa es va aprofundir l'antic pou d'extracció l'any 1878 i es va instal·lar una màquina d'extracció de vapor de cable ample de l'empresa Cockerill a Seraing, renunciant al crivac d'alimentació animal. El 20 de gener de 1881 es va construir el nou pou d'extracció, renunciant al de "Ocna veche din vale". L'explotació va durar fins a l'any 1937, però el pou es va mantenir actiu per donar servei a la nova mina "Unirea". Amb la inundació de la mina de sal de Doftana i el seu abandonament l'any 1901, l'Autoritat dels Monopolis de l'Estat va decidir obrir un nou camp de mines per completar la mina "Carol I" per cobrir el consum intern i les exportacions. Entre 1909 i 1912, es va aprofundir el pou d'extracció i es va obrir la mina "Mihai I" ("Nova Mina a la Vall"), que funcionava simultàniament a l'explotació.
Carol (Principats Units). El mateix any es va introduir l'enllumenat elèctric a la mina "Mihai I" i es va instal·lar una màquina d'extracció portada de la mina de sal de Doftana. El camp d'operació consta de 6 habitacions de perfil trapezoïdal, amb una obertura al sostre de 12 m, una inclinació de 60 ° i una obertura a la sola de 37 m. La mina es comunica amb "Carol I" a través d'una galeria. L'àrea total d'explotació de la mina "Mihai I" és de 12.500 metres quadrats. Com que la mina "Carol I" arribava als 96 m de profunditat, la trobada d'una capa de sal terrosa a les sales 2 i 3 i el perill d'esfondrament del mur nord de la sala 3, la Direcció de Monopolis de l'Estat va decidir obrir un nou meu per completar l'activitat de la mina "Mihai I" i tancar "Carol I". Es va incorporar l'enginyer belga Maurice Bodart. El febrer de 1938 va obrir la mina "Unirea", dissenyada per tenir 15 habitacions de perfil trapezoïdal, 10 m d'obertura al sostre, 60 ° d'inclinació, 35 m d'obertura sola i una superfície operativa de 76.000 m². Les obres mineres de la mina "Mihai I" es van acabar l'any 1943 quan es va iniciar una nova explotació de la mina "Unirea". Se'n va extreure la sal fins que l'any 1970 es va traslladar a la mina "Victoria".

## Dades tècniques
La necessitat d'augmentar l'ús de reserves es va reflectir en el funcionament aplicant el sistema d'habitacions i pilars quadrats amb el funcionament d'11 plantes. El flux miner es va dur a terme de manera consecutiva: excavar, perforar, carregar forats amb explosius, disparar el front de tala, coure el front de treball, carregar sal a la trituradora de rodets, triturar la sal sota terra i transportar cotxes al relleu de la mina.
Des d'octubre 1992, les reserves de la part sud-est del camp de sal han estat explotades.

## Base turística

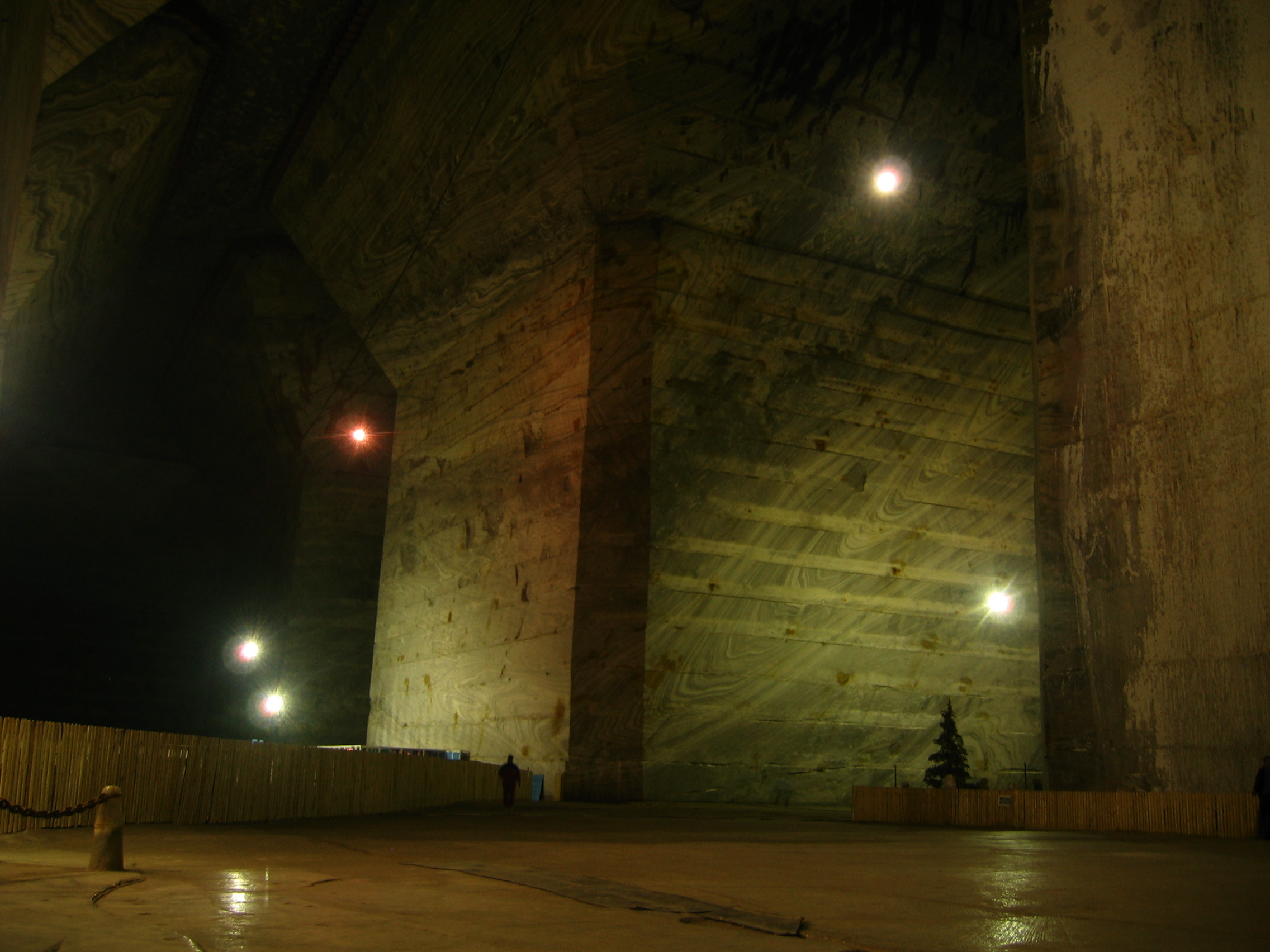
Vista general
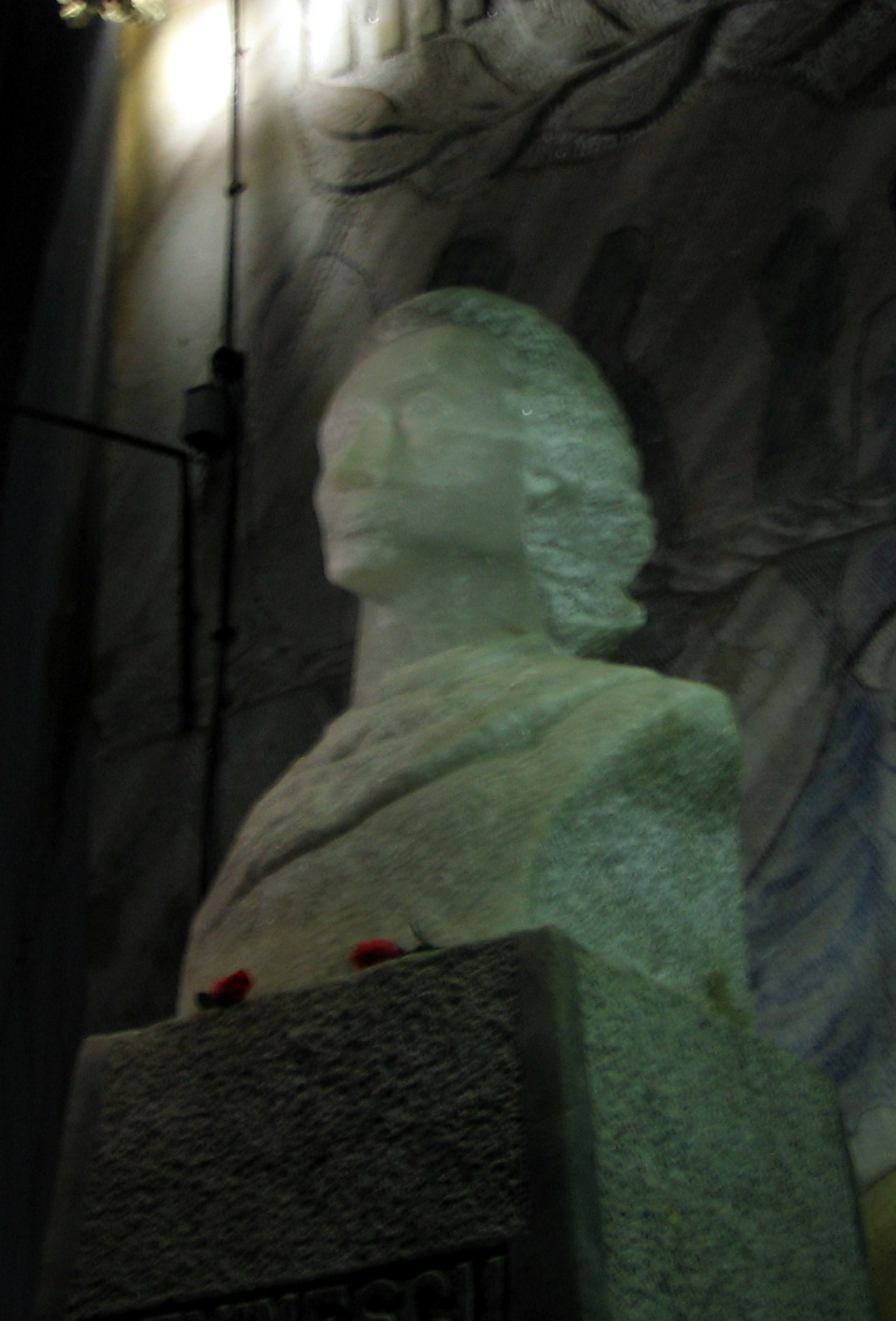
Bust de Mihai Eminescu
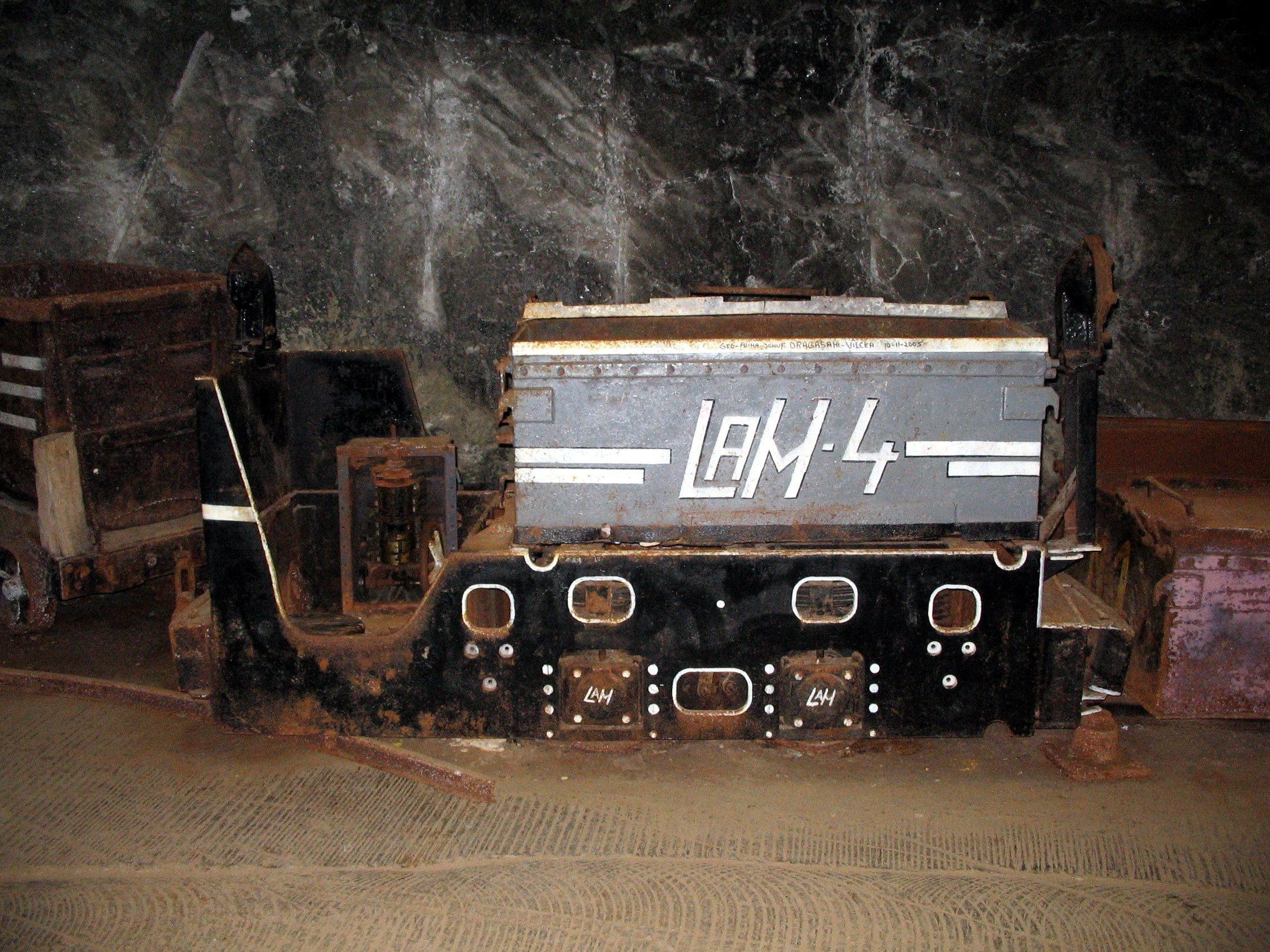
Locomotora d'extracció
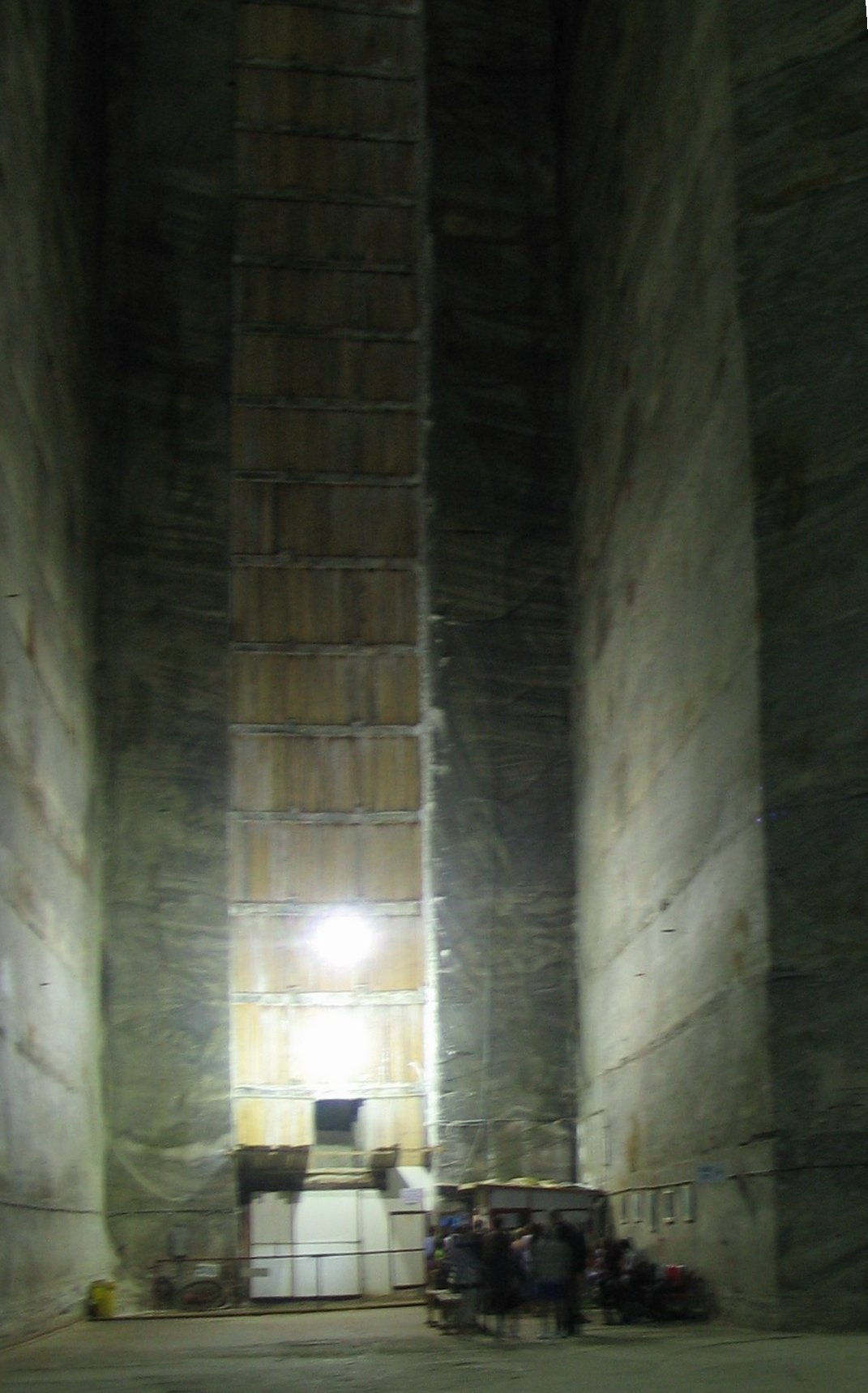
L'eix de l'ascensor
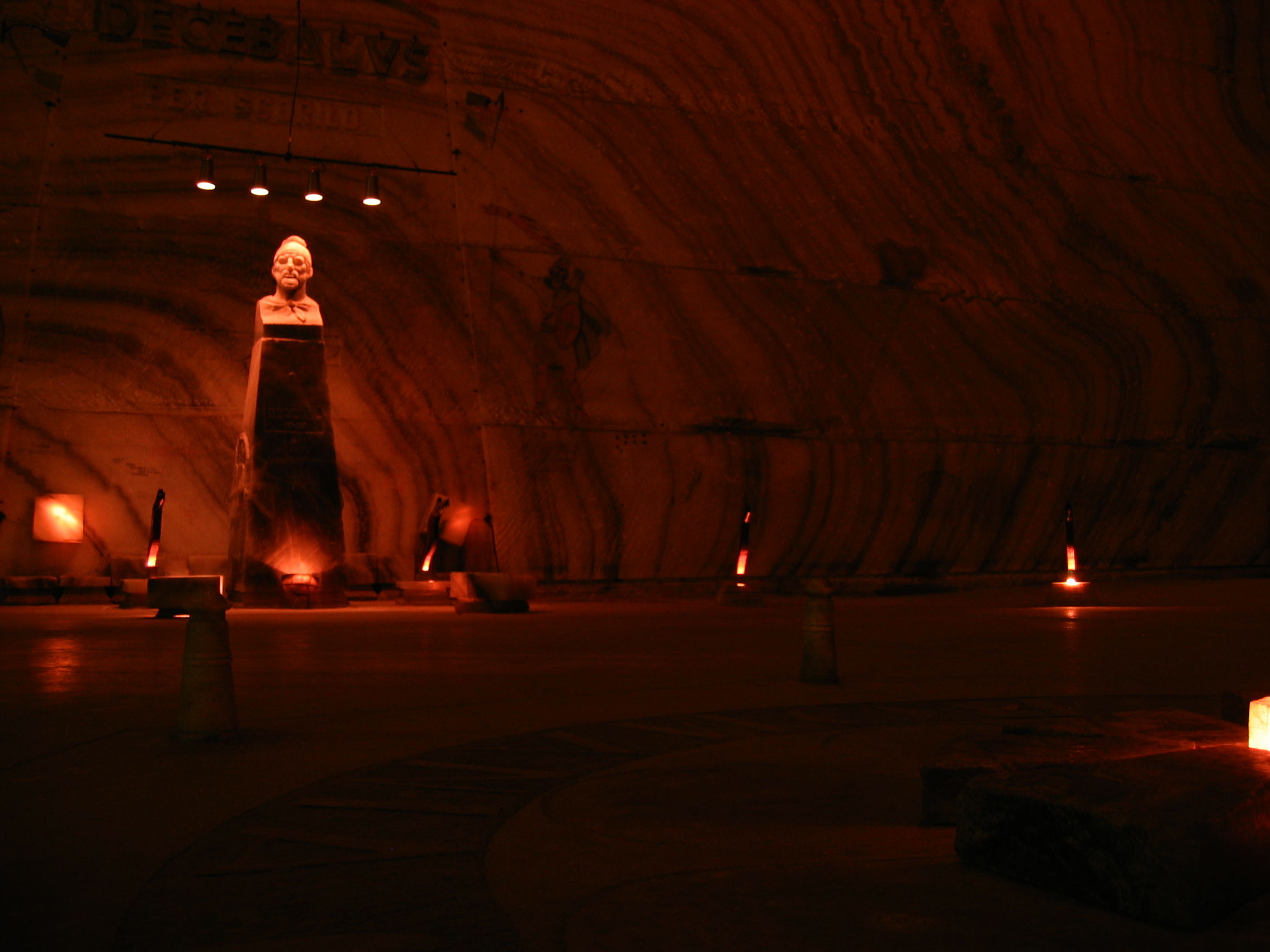
Sala Gènesi

## Accidents i incidents notables
L'accés a la salina es realitza actualment amb microbusos, després que el 9 d'agost de 2014 l'ascensor de la salina que havia de baixar per la cabina a 204 metres s'ensorrés des d'una alçada de 4 m amb 8 turistes, entre ells, hi havia 2 ferits.
L'1 d'abril de 2018, un autobús que transportava 22 persones, inclosos 19 turistes israelians, va bolcar sota terra. Els 22 ferits van ser traslladats a l'hospital.